# Ла-Романа (провінція)
Ла-Романа (ісп. La Romana) — провінція на південному сході Домініканської Республіки. Адміністративний центр провінції — місто Ла-Романа.

## Географія
До складу її територіально входять острова Ісла-Саона і Ісла-Каталіна.

## Історія
Провінція була утворена у 1968 році шляхом виділення її з провінції Ла-Альтаграсія.

## Населення
В етнічному відношенні населення — переважно негри і мулати.
Найбільші населені пункти:
- Гуаймате
- Ла-Романа — адміністративний центр провінції
- Ла-Калета
- Вілья-Ермоса
- Кумаяса

## Адміністративний поділ
Провінція територіально поділяється на 3 муніципій (municipios) і 2 муніципальних округів (distrito municipal — D.M.).
| № | муніципій                    | Населення, чол. (2012) |
| - | ---------------------------- | ---------------------- |
| 1 | Гуаймате (Guaymate)          | 26 133                 |
| 2 | Ла-Романа (La Romana)        | 227 856                |
| 3 | Вілья-Ермоса (Villa Hermosa) | 76 598                 |
|   | Всього                       | 330 587                |

| Домініканська Республіка | Це незавершена стаття з географії Домініканської Республіки. Ви можете допомогти проєкту, виправивши або дописавши її. |